# Aeropuerto de Santa Ana (Islas Salomón)
El Aeropuerto de Santa Ana  (en inglés: Santa Ana Airport) (IATA: NNB, ICAO: AGGT) es un aeropuerto en Santa Ana, una isla en la provincia de Makira-Ulawa en las Islas Salomón un país de Oceanía. El aeropuerto programa vuelos proporcionadas por Solomon Airlines, utilizando aviones DHC- 6 Twin Otter.
La empresa Solomon Airlines ofrece vuelos con destino a Kirakira en Santa Cruz.